# Metacyclops gasparoi
Metacyclops gasparoi is een eenoogkreeftjessoort uit de familie van de Cyclopidae. De wetenschappelijke naam van de soort is voor het eerst geldig gepubliceerd in 1987 door Stoch.